# Friedrichshafen FF 48
Die Friedrichshafen FF 48 war ein deutsches Doppeldecker-Jagdflugzeug der Kaiserlichen Marine im Ersten Weltkrieg. Nach deren Flugzeug-Gruppeneinteilung gehörte sie zum Typus C2MG, was für ein zweisitziges, mit einem starren und einem beweglichen MG bewaffnetes Schwimmerflugzeug steht. Von ihr entstanden zugunsten des Konkurrenzentwurfs Hansa-Brandenburg W 19 nur drei Exemplare.

## Entwicklung
Die FF 48 entstand infolge eines Konstruktionsauftrags des Marineamts vom 2. April 1917 für ein maritimes Langstrecken-Jagdflugzeug, das mit dem von Maybach entwickelten Mb-IV-Triebwerk mit 240 PS ausgerüstet werden sollte. Neben dem Flugzeugbau Friedrichshafen (FF) erhielten noch Hansa-Brandenburg und Sablatnig eine diesbezügliche Forderung. Der Gründer und Chefkonstrukteur von FF, Theodor Kober, orientierte sich bei der Projektierung an der spannweitenreduzierten Jagdausführung des schon bewährten Schul- und Aufklärungsflugzeugs Friedrichshafen FF 33, der FF 33h, von der zwischen März und Oktober 1916 45 Stück gebaut wurden. Die direkt daraus abgeleitete FF 48 unterschied sich aber neben dem erheblich stärkeren Antrieb auch durch die wieder um über zwei Meter vergrößerte Spannweite sowohl der oberen als auch unteren Tragflächen. Dagegen besaßen die Versionen der FF 33 in der Regel kürzere Unterflügel. Gemäß den von der Marine zugeteilten drei Mb-IV-Motoren wurde die gleiche Zahl an Flugzeugen produziert, denen die Marinenummern 1472 bis 1474 zugewiesen wurden. Die Nummer 1472 wurde am 22. August 1917 dem für die Erprobung zuständigen Seeflugzeug-Versuchskommando in Warnemünde übergeben und am 8. September des Jahres abgenommen. Beim Vergleichsfliegen der drei Konkurrenzentwürfe erwies sich die SF 7 von Sablatnig mit 162 km/h als das schnellste Flugzeug, während Hansa-Brandenburgs W 19 und die FF 48 nur Geschwindigkeiten um die 150 km/h erreichten. In der Steigleistung hingegen erbrachte die FF 48 bis auf 2000 m die besten Resultate. Letzten Endes entschied sich die Marine für die W 19, da zu diesem Zeitpunkt sowohl der Flugzeugbau Friedrichshafen als auch Sablatnig mit dem Bau von Seeflugzeugen vollständig ausgelastet waren.

## Technische Daten
| Kenngröße             | Daten |
| --------------------- | --- |
| Besatzung             | 2 |
| Spannweite            | 16,25 m (oben und unten)                                                                                           |
| Länge                 | 11,20 m |
| Höhe                  | 4,40 m |
| Flügelfläche          | 68,00 m² |
| Flächenbelastung      | 32,50 kg/m² |
| Leistungsbelastung    | 9,00 kg/PS |
| Leermasse             | 1591 kg |
| Zuladung              | 625 kg |
| Startmasse            | 2216 kg |
| Antrieb               | ein wassergekühlter Sechszylinder-Reihenmotor Maybach Mb IV mit starrer Zweiblatt-Luftschraube Niendorf (ø 3,10 m) |
| Nennleistung          | 240 PS (177 kW) bei 1400/min                                                                                       |
| Höchstgeschwindigkeit | 153 km/h in Bodennähe                                                                                              |
| Marschgeschwindigkeit | 130 km/h |
| Steigzeit             | 6,4 min auf 1000 m Höhe 10,1 min auf 1500 m Höhe 14,1 m auf 2000 m Höhe 23,1 min auf 3000 m Höhe                   |
| Reichweite            | 740 km |
| Bewaffnung            | ein starres Spandau-MG, 7,92 mm ein bewegliches Parabellum MG 14, 7,92 mm                                          |